# Historia de un beso
Historia de un beso és una pel·lícula espanyola dirigida per José Luis Garci l'any 2002 amb un guió escrit per ell i Horacio Valcárcel i que segueix l'estela d'una futura trilogia iniciada amb You're the one (una historia de entonces).

## Argument
Aquesta pel·lícula s'ambienta en dues èpoques diferents, els anys quaranta-cinquanta i els anys vint. La major part de la història tindrà lloc a Cerralbos del Sella, un petit poble asturià on està Llendelabarca. Aquí torna Juliol (Carlos Hipólito), quan el seu oncle, l'escriptor Blas Otamendi (Alfredo Landa), mor l'any quaranta-nou. Allí serà observador i testimoni de diverses històries d'amor, com la seva pròpia, enamorant-se d'una professora progressista (Beatriz Rico). El personatge d'Hipòlit és enigmàtic i en els seus records de dues dècades abans habiten el seu oncle i el personatge d'una dona "culta i divertida" que es converteix en un record (Ana Fernández). El capellà del poble, Don Telmo (Agustín González), el metge, Don Lino, (Francisco Algora), l'amo del Cafè Espanya (Alfonso Delgado) o l'encantadora criada de la família, Melchora (Tina Sáinz), completen el planter de personatges que refrescaran la memòria de Juliol omplint-lo alhora de melancolia.

## Repartiment
- Alfredo Landa - Blas Otamendi
- Ana Fernández - Andrea
- Agustín González - Don Telmo
- Carlos Hipólito - Julio
- Beatriz Rico - Marisa
- Manuel Lozano - Julipín
- Tina Sainz - Melchora
- Francisco Algora - Don Lino

## Premis i candidatures
Cercle d'Escriptors Cinematogràfics
Premi a la Millor fotografia (Raúl Pérez Cubero).
XVII Premis Goya
| Categoria                        | Persona                                    | Resultat  |
| -------------------------------- | ------------------------------------------ | --------- |
| Millor actriu protagonista       | Ana Fernández                              | Candidata |
| Millor actriu de repartiment     | Tina Sáinz                                 | Candidata |
| Millor actor de repartiment      | Carlos Hipólito                            | Candidat  |
| Millor fotografia                | Raúl Pérez Cubero                          | Candidat  |
| Millor direcció artística        | Gil Parrondo                               | Candidat  |
| Millor vestuari                  | Gumersindo Andrés                          | Candidat  |
| Millor maquillatge i perruqueria | Paca Almenara Alicia López Antonio Panizza | Candidats |